# Manuel Gomes da Costa
Manuel de Oliveira Gomes da Costa, được biết nhiều với Manuel Gomes da Costa (phát âm tiếng Bồ Đào Nha: [mɐnuˈɛɫ ˈɡomɨʒ dɐ ˈkɔʃtɐ]), hoặc chỉ là Gomes da Costa (14 tháng 1 năm 1863 tại Lisbon – 17 tháng 12 năm 1929 tại Lisbon), là chính trị gia và sĩ quan quân đội người Bồ Đào Nha, Tổng thống thứ 10 của Cộng hoà Bồ Đào Nha và thứ hai của Chế độ Độc tài Bồ Đào Nha.